# Prüfungs- und Promotionsordnung
Prüfungs- und Promotionsordnung (PPO) ist ein Rechtsakt des Hochschulrechts im Schweizer Hochschulwesen. Eine angehängte Zahl bezeichnet in der Regel das Jahr des Erlasses der Prüfungs- und Promotionsordnung. Ein Beispiel hierfür ist die PPO 2001 der Universität Zürich, die den Rahmen für Studierende, die ihr Studium nach 2001 und vor 2005 begonnen haben, festlegt. Für Studierende, die später begonnen haben, ist diese Prüfungs- und Promotionsordnung nicht mehr relevant; für die Bachelor- und Masterstudiengänge existiert eine eigene Prüfungsordnung.